# Josef Hackhofer
Josef Hackhofer (né le 18 mars 1863 à Wolfsberg, mort le 8 septembre 1917 à Vienne) est un architecte autrichien.

## Biographie
Josef Hackhofer étudie en 1882 à l'université technique de Vienne auprès de Karl König et Victor Luntz (de). Il travaille dans de nombreux ateliers, notamment celui d'Otto Wagner.
De 1896 à 1906, Josef Hackhofer et Friedrich Ohmann collaborent pour créer des ponts sur la Vienne. Hackhofer travaille aussi seul et avec d'autres partenaires. En 1912, il reçoit le prix de la ville de Leipzig lors de l'Exposition internationale d'architecture.

## Œuvres
- Stubenbrücke, Vienne, 1899–1900, avec Friedrich Ohmann
- Zollamtssteg, Vienne, 1899–1900, avec Friedrich Ohmann
- Kleine Marxerbrücke (de), Vienne, 1899–1900, avec Friedrich Ohmann
- Radetzkybrücke (de), Vienne, 1899–1900, avec Friedrich Ohmann
- Hohe Brücke, Vienne, 1903–1904
- Aménagement de la Vienne dans le Stadtpark, Vienne, 1903-1906